# Miguel de la Madrid Hurtado
Miguel de la Madrid Hurtado (Colima, 12 de desembre de 1934) fou un polític, advocat i economista mexicà que fou President de Mèxic de l'1 de desembre de 1982 al 30 de novembre de 1988.
Fill de Miguel de la Madrid Castro, qui va fer els seus estudis a Guadalajara (Mèxic) i va exercir l'advocacia a Colima, morint quan el seu fill tenia 2 anys. La seva mare la senyora Alicia Hurtado de la Madrid es va venir a radicar a Mèxic després de la mort del seu espòs, fent-se càrrec de Miguel i de la seva filla menor Alicia. La família de la Madrid es va ocupar en diverses activitats, entre elles l'exercito, l'advocacia i el servei públic. En els seus avantpassats va haver-hi diversos governants, alcaldes i militars que van servir a la república. Com pasante de dret va ingressar a treballar al Banc Nacional de Comerç Exterior, per invitació del seu director, el Llicenciat Ricardo Zevada. A través d'aquesta institució governamental, li va ser atorgada una beca el 1964 per a realitzar durant un any un mestratge en Administració Pública en la Universitat Harvard. De retorn a Mèxic el 1965, l'administració de Gustavo Díaz Ordaz el reclutà per al Govern federal nomenant-li sotsdirector general de Crèdit en la Secretaria (ministeri) d'Hisenda. En 1981 va ser postulat pel Partit Revolucionari Institucional, com candidat a la presidència de la República i va vèncer en les eleccions del 4 de juliol de 1982. Va assumir el càrrec al desembre d'aquest mateix any.